# Phân ngành vi sinh vật học

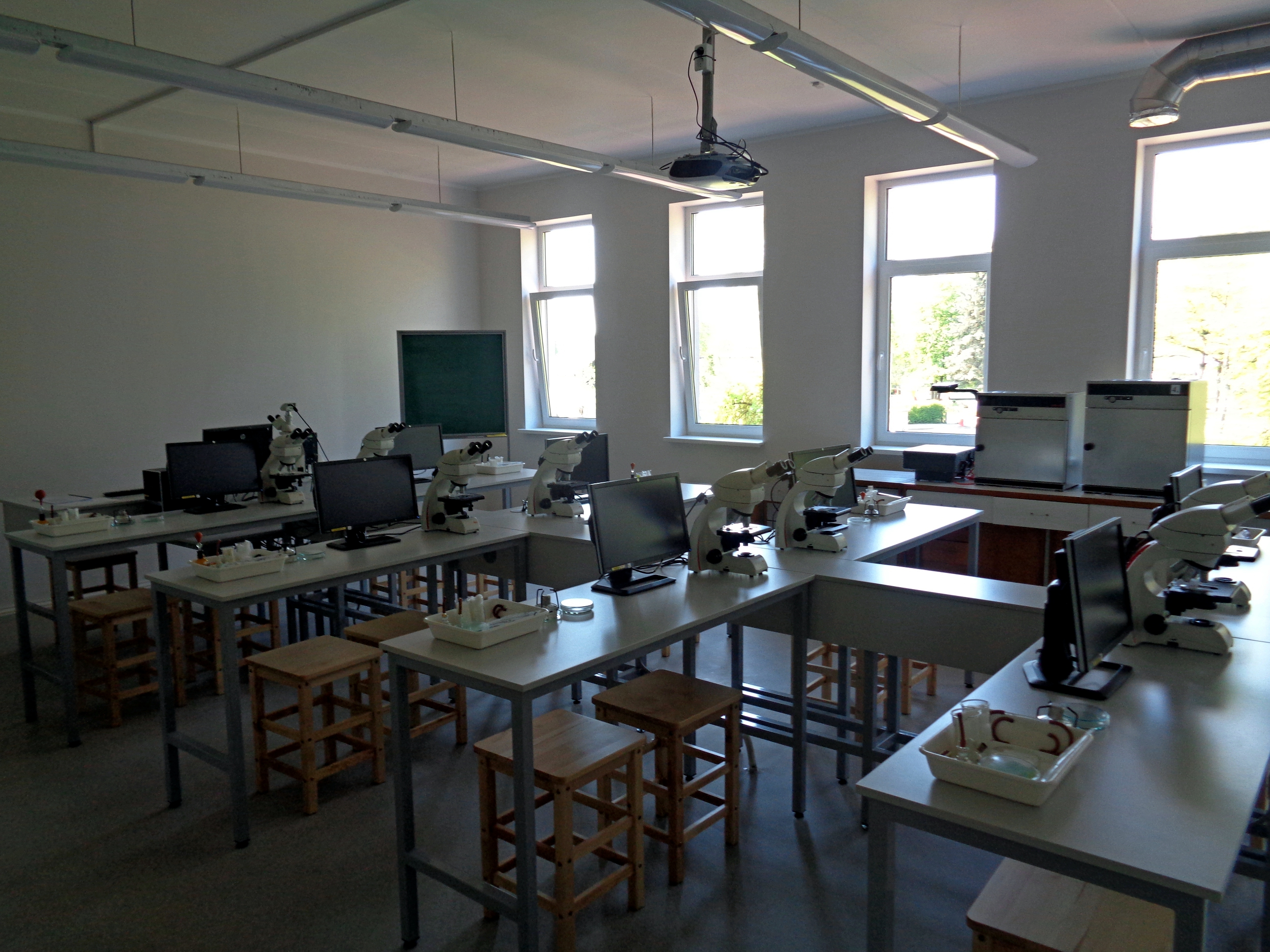
Phòng thí nghiệm vi sinh vật học thực phẩm tại Khoa Công nghệ Thực phẩm, Đại học Khoa học Đời sống và Công nghệ Latvia.

Các phân ngành vi sinh vật học có thể được phân loại thành khoa học thuần túy và khoa học ứng dụng. Vi sinh vật học còn có thể được phân loại dựa trên phép phân loại, trong các trường hợp như vi khuẩn học, nấm học, nguyên sinh động vật học và tảo học. Có sự chồng chéo đáng kể giữa các phân ngành cụ thể của vi sinh học với nhau và với các phân ngành khác, những khía cạnh nhất định của các phân ngành này có thể vượt ra ngoài phạm vi truyền thống của vi sinh học. Nhìn chung, lĩnh vực vi sinh học có thể được chia thành nhiều phân ngành cơ bản hơn (vi sinh vật học thuần túy) và vi sinh vật học ứng dụng (công nghệ sinh học). Ở mảng cơ bản hơn, sinh vật được nghiên cứu dưới dạng đối tượng ở cấp độ (lý thuyết) sâu hơn. Vi sinh vật học ứng dụng để chỉ các lĩnh vực mà vi sinh vật được ứng dụng trong những quy trình nhất định như sản xuất bia hoặc lên men. Bản thân sinh vật thường không được nghiên cứu như vậy, nhưng được ứng dụng để duy trì các quá trình nhất định.

## Vi sinh vật học thuần túy
- Vi khuẩn học: ngành nghiên cứu vi khuẩn
- Nấm học: ngành nghiên cứu nấm
- Nguyên sinh động vật học: ngành nghiên cứu động vật nguyên sinh
- Tảo học: ngành nghiên cứu tảo
- Ký sinh trùng học: ngành nghiên cứu ký sinh trùng
- Miễn dịch học: ngành nghiên cứu hệ thống miễn dịch
- Virus học: ngành nghiên cứu virus
- Giun tròn học: ngành nghiên cứu giun tròn
- Tế bào học vi sinh: ngành nghiên cứu các chi tiết hiển vi và dưới kính hiển vi của vi sinh vật
- Sinh lý vi sinh vật: ngành nghiên cứu cách thức hoạt động của tế bào vi sinh vật về mặt sinh hóa. Ngành này gồm có nghiên cứu sự phát triển của vi sinh vật, trao đổi chất của vi sinh vật và cấu trúc tế bào vi sinh vật
- Mầm bệnh học vi sinh: ngành nghiên cứu mầm bệnh do vi khuẩn gây ra
- Sinh thái học vi sinh: mối quan hệ giữa vi sinh vật và môi trường của chúng
- Di truyền học vi sinh: ngành nghiên cứu cách tổ chức và điều hòa gen ở vi sinh vật liên quan đến chức năng tế bào của chúng. Ngành có liên quan mật thiết đến lĩnh vực sinh học phân tử
- Vi sinh vật học tế bào: chuyên ngành bắc cầu giữa vi sinh vật học và sinh học tế bào
- Vi sinh vật học tiến hóa: ngành nghiên cứu sự tiến hóa của vi sinh vật. Ngành này có thể được chia thành:
  - Phân loại vi sinh vật: đặt tên và phân loại vi sinh vật
    - Phân loại vi khuẩn: đặt tên và phân loại vi khuẩn

  - Hệ thống vi sinh vật: ngành nghiên cứu tính đa dạng và mối quan hệ di truyền của vi sinh vật
  - Phát sinh loài vi sinh vật: ngành nghiên cứu cách thức mà nhiều nhóm vi sinh vật có quan hệ di truyền với nhau.[4]
  - Phát sinh chủng loại vi khuẩn: ngành nghiên cứu miễn dịch học, dịch tễ học và phát sinh chủng loại học của mầm bệnh vi khuẩn để hiểu rõ hơn vai trò tiến hóa của chúng
  - Phát sinh chủng loại virus: ngành nghiên cứu cách thức hoạt động của các quá trình dịch tễ học, miễn dịch học và tiến hóa, có khả năng tương tác để hình thành cây phát sinh chủng loại virus.
- Vi sinh vật học thế hệ: ngành nghiên cứu những vi sinh vật có đặc điểm giống như cha mẹ của chúng
- Vi sinh vật học hệ thống: ngành học kết nối sinh học hệ thống và vi sinh vật học.
- Vi sinh vật học phân tử: ngành nghiên cứu những nguyên tắc phân tử của các quá trình sinh lý ở vi sinh vật

### Khác
- Vi sinh vật học vũ trụ: ngành nghiên cứu vi sinh vật ngoài vũ trụ
- Tác nhân sinh học: ngành nghiên cứu những vi sinh vật đang được sử dụng trong ngành công nghiệp vũ khí.
- Vi sinh vật học nano: ngành nghiên cứu vi sinh vật ở cấp độ nano.
- Vi sinh vật học dự đoán: định lượng mối quan hệ giữa các yếu tố kiểm soát trong thực phẩm và phản ứng của vi sinh vật gây bệnh và làm hỏng bằng cách sử dụng mô hình toán học

## Vi sinh vật học ứng dụng
- Vi sinh y học: ngành nghiên cứu vi sinh vật gây bệnh và vai trò của vi sinh trong bệnh của con người. Ngành bao gồm nghiên cứu phát sinh bệnh học và dịch tễ học của vi sinh vật, có liên quan đến nghiên cứu bệnh lý và miễn dịch học. Lĩnh vực vi sinh vật học này cũng bao gồm nghiên cứu hệ vi sinh vật ở người, ung thư và môi trường vi mô khối u.
- Vi sinh vật học dược phẩm: ngành nghiên cứu vi sinh vật có liên quan đến sản xuất thuốc kháng sinh, enzym, vitamin, vắc-xin và các sản phẩm dược phẩm khác, gây ô nhiễm và hư hỏng dược phẩm.
- Vi sinh vật học công nghiệp: khai thác vi sinh vật để sử dụng trong các quy trình công nghiệp. Ví dụ như lên men công nghiệp và xử lý nước thải. Ngành có liên hệ mật thiết với ngành công nghệ sinh học. Ngành này cũng bao gồm sản xuất bia, một ứng dụng quan trọng của vi sinh vật học.
- Công nghệ sinh học vi sinh vật: thao tác của vi sinh vật ở cấp độ di truyền và phân tử để tạo ra các sản phẩm hữu ích.
- Vi sinh vật học thực phẩm: ngành nghiên cứu các vi sinh vật làm hỏng thực phẩm và các bệnh do thực phẩm gây ra. Sử dụng vi sinh vật để sản xuất thực phẩm, ví dụ bằng lên men.
- Vi sinh vật học nông nghiệp: ngành nghiên cứu vi sinh vật có liên quan đến nông nghiệp. Ngành này có thể được phân loại thành các phân ngành sau:
  - Vi sinh vật học thực vật và bệnh học thực vật: các ngành nghiên cứu sự tương tác giữa vi sinh vật với thực vật và mầm bệnh thực vật.
  - Vi sinh vật học đất: ngành nghiên cứu vi sinh vật được tìm thấy trong đất.
- Vi sinh vật học thú y: ngành nghiên cứu vai trò của vi sinh vật trong thú y hoặc phân loại động vật.
- Vi sinh vật học môi trường: ngành nghiên cứu chức năng và tính đa dạng của vi sinh vật trong môi trường tự nhiên của chúng. Điều này liên quan đến việc mô tả đặc điểm của những sinh cảnh quan trọng của vi khuẩn như vùng rễ và mặt lá, hệ sinh thái đất và nước ngầm, đại dương mở hoặc môi trường khắc nghiệt (sinh vật ưa cực). Lĩnh vực này bao gồm các phân ngành khác của vi sinh vật học như:
  - Sinh thái học vi sinh
  - Chu trình dinh dưỡng qua đường trung gian là vi sinh vật
  - Địa vi sinh vật học
  - Đa dạng vi sinh vật
  - Xử lý sinh học: sử dụng vi sinh vật để làm sạch không khí, nước và đất.
- Vi sinh vật học nước (hoặc vi sinh vật học thủy sinh): ngành nghiên cứu những vi sinh vật được tìm thấy trong nước.
- Vi sinh vật học phù du (hoặc vi sinh vật học không khí): ngành nghiên cứu các vi sinh vật trong không khí.
- Công nghệ sinh học: liên quan đến công nghệ DNA tái tổ hợp hoặc kỹ thuật di truyền.